# Cormach
La société Cormach Srl est une entreprise italienne spécialisée dans la construction de grues hydrauliques auxiliaires pour camions.

## Histoire
La société Cormach Srl a été créée en 1960 par Ernesto Comensoli à Montichiari, commune de la province de Brescia, dans le nord de l'Italie. À ses débuts, la société fabriquait des appareils à base de mécaniques hydrauliques, tondeuses hydrauliques, transporteurs sur roues de rebuts d'aciéries, pelles mécaniques et chargeurs agricoles.
L'activité est florissante mais les transports sur route progressent très rapidement et les chauffeurs rencontrent trop souvent des problèmes de manutention lors des livraisons de charges lourdes. En 1975, l'entreprise se lance dans la conception de grues auxiliaires à monter sur les camions. Cette activité demande des études et un centre d'essais avant homologation. La société est alors splittée entre Cormach pour les grues auxiliaires et Euromach pour les engins de travaux publics - pelles mécaniques et chargeuses. 
En 1981, la gamme des grues auxiliaires croit vers des modèles de très forte portée au point que les châssis des camions doivent non plus être simplement adaptés mais sérieusement renforcés. Cormach crée une entité spécialisée à cet effet en 1981, Centro Gru. 
En avril 2014, Cormach a présenté la plus puissante grue télescopique hydraulique sur camion au monde, le modèle 575000 AXO E9 d'une capacité de levage de 70 t à 6 m et 8,3 t à 33,5 m. Ce modèle peut être équipé d'un second bras télescopique de 24 m. Avec la flèche à plat, elle peut lever une charge de 1,6 t à 58 m.
La grue est montée sur un camion Terberg-Volvo FH16.610 12x4/8 qui ne peut circuler qu'avec escorte en convoi exceptionnel.

## Actionnaires
La société Cormach Srl est une entreprise familiale à un unique actionnaire, la famille Comensoli. La société n'est pas cotée en bourse.

## Productions
Cormach produit plus de cent modèles de grues allant de 3,2 à 420 tm réparties en cinq types différents :
- gamme légère : grues hydrauliques auxiliaires à flèche télescopique sur camion, avec des capacités de levage de 320 kg à 10 m jusqu'à 1,1 t à 12 m à l'horizontale ;
- gamme moyenne : grues hydrauliques auxiliaires à flèche télescopique sur camion, avec des capacités de levage de 3,15 t à 10 m jusqu'à 780 kg à 21 m à l'horizontale ;
- gamme lourde : grues hydrauliques auxiliaires à flèche télescopique sur camion, avec des capacités de levage de 3,0 t à 10,5 m jusqu'à 6,8 t à 23 m à l'horizontale ;
- grues télescopiques : capacités de levage de 2,1 t à 14 m jusqu'à 0,9 t à 58 m de hauteur avec un angle de 85° ;
- grues sur camion : capacité de levage de 8,4 t à 6 m jusqu'à 8,3 t à 33,5 m à l'horizontale ;
- grues maritimes : jusqu'à 6,3 t à 23 m à l'horizontale.